# Lijst van buitenlandse voetballers in Nederland 2008/09
De lijst van buitenlandse voetballers in Nederland is een overzicht van buitenlandse voetballers die aan het begin van voetbalseizoen 2008/09 als profvoetballer in de Nederlandse Eredivisie of Eerste divisie speelden, gerangschikt per nationaliteit.

## Angola
- Diangi Matusiwa - FC Den Bosch

## Argentinië
- Darío Cvitanich - Ajax
- Martín Guarino  - FC Zwolle
- Hernan Losada   - sc Heerenveen
- Sergio Romero   - AZ

## Armenië
- Edgar Manucharian - HFC Haarlem gehuurd van Ajax

## Australië
- Nick Davina - FC Twente
- Brett Holman - AZ
- Nikita Rukavytsya - FC Twente

## België
- Toby Alderweireld - Ajax
- Bruno Appels - FC Den Bosch
- Kevin Begois - VVV-Venlo
- Steve Berger - MVV
- Bart Biemans - Willem II
- Gideon Boateng - MVV
- Ruud Boffin - MVV
- Jeroen Van den Broeck - AGOVV
- Christian Brüls - MVV
- Alexandre Bryssinck - MVV
- Fabio Caracciolo - FC Den Bosch
- Laurent Castellana - MVV
- Bram Castro - Roda JC
- Güven Cavus - MVV
- Nacer Chadli - AGOVV
- Benjamin De Ceulaer - RKC
- Cédric Ciza - MVV
- Davy De Fauw - Roda JC
- Steve De Ridder - De Graafschap
- Sepp De Roover - FC Groningen
- Siegerd Degeling - Feyenoord
- Sven Delanoy - FC Dordrecht
- Laurent Delorge - Roda JC
- Mousa Dembélé - AZ
- Timothy Derijck - ADO Den Haag
- Kevin Van Dessel - VVV-Venlo
- Alexandre Di Gregorio - RKC
- Anthony Di Lallo - Fortuna Sittard
- Andréa Fileccia - Feyenoord
- Sebastiano Garlisi - Fortuna Sittard
- Christophe Grégoire - Willem II
- Tom Grootaers - Fortuna Sittard
- Daniel Guijo-Velasco - Helmond Sport
- Umut Gündogan - RBC Roosendaal
- Emrullah Güvenç - FC Oss
- Robbie Haemhouts - FC Omniworld
- Nicky Hayen - RBC Roosendaal
- Tom Van Hyfte -  MVV
- Ferhat Kaya - PSV
- Onur Kaya - Vitesse
- Omer Kulga - MVV
- Vincent Lachambre - Roda JC
- Ken Leemans - VVV-Venlo
- Gérard Lifondja - RKC Waalwijk
- Birger Maertens - Heracles Almelo
- Mike Mampuya - Helmond Sport
- Cliff Mardulier - Roda JC
- Maarten Martens - AZ
- Wout Meeuwssen - FC Eindhoven
- Dries Mertens - FC Utrecht
- David Meul - Fortuna Sittard
- Ken Van Mierlo - FC Utrecht
- Arne Nilis - PSV
- Mena Vuza N'Toko - AGOVV
- Abdul Öcal -  Fortuna Sittard
- Funso Ojo - PSV
- Sébastien Pocognoli - AZ
- Jordan Remacle - RBC
- Yannick Rymenants - PSV
- Dirk Schoofs - FC Oss
- Angelo Simone - Fortuna Sittard
- Timmy Simons - PSV
- Hans Somers - FC Utrecht
- Kenneth Staelens - Roda JC
- Kenny Steppe - sc Heerenveen
- Gill Swerts - AZ
- Taner Taktak - Fortuna Sittard
- Dieter Van Tornhout - Roda JC
- Joos Valgaeren - FC Emmen
- Jamaïque Vandamme - Roda JC
- Kevin Vandenbergh - FC Utrecht
- Brian Vandenbussche - sc Heerenveen
- Jan Vertonghen - Ajax
- Björn Vleminckx - NEC
- Simon Wagner - MVV
- Kris De Wree - Roda JC
- Jan Wuytens -  FC Utrecht
- Stijn Wuytens - PSV
- Jeanvion Yulu-Matondo - Roda JC

## Bosnië
- Shkodran Metaj - RKC Waalwijk gehuurd van FC Groningen
- Aldin Peljto - RKC Waalwijk

## Brazilië
- Bruno Andrade - Helmond Sport
- Ari - AZ
- André Bahia - Feyenoord
- Pedro Beda - FC Emmen gehuurd van sc Heerenveen
- Eric Botteghin - FC Zwolle
- Claudemir - SBV Vitesse
- Alair Cruz Vicente - BV Veendam
- Darley Ramon Torres - Feyenoord
- Douglas - FC Twente
- Everton - Heracles Almelo
- Paulo Henrique - sc Heerenveen
- Lázaro - FC Emmen gehuurd van sc Heerenveen
- Luciano Da Silva - FC Groningen
- Manteiga - Feyenoord
- Nicao    - PSV
- Cássio Ramos - PSV
- Jonathan Reis - PSV
- Leonardo Henrique Veloso - Willem II

## Bulgarije
- Nikolaj Michajlov - FC Twente
- Stanislav Manolev - PSV

## Burundi
- Faty Papy          - MVV
- Saidi Ntibazonkiza - N.E.C.

## Canada
- Brandon Bonifacio - Cambuur
- Marcel de Jong - Roda JC
- Graham Ramalho - FC Groningen

## China
- Haibin Zhou    - PSV

## Congo
- Jean Black     - FC Eindhoven
- Jesse Mayele   - Sparta
- Patrick N'Koyi - FC Eindhoven
- Joël Tshibamba - NEC

## Denemarken
- Kristian Bak Nielsen - sc Heerenveen
- Kasper de Fries-Johansen - Telstar
- Morten Friis - FC Emmen
- Mads Junker - Roda JC
- Kenneth Pérez - FC Twente
- Simon Poulsen - AZ
- Dennis Rommedahl - Ajax
- Lasse Schöne - N.E.C.
- Michael Silberbauer - FC Utrecht
- Morten Skoubo - Roda JC gehuurd van FC Utrecht
- Nicklas Svendsen - RKC Waalwijk
- Ole Tobiasen - MVV
- Jon Dahl Tomasson - Feyenoord
- Thomas Villadsen - FC Emmen

## Duitsland
- Mehmet Akgün -  Willem II
- Robert Böhm -  VVV-Venlo
- Simon Cziommer - FC Utrecht gehuurd van AZ
- Philipp Haastrup -  MVV
- Jürgen Heinrichs -  Fortuna Sittard
- Christian Kum -  ADO Den Haag
- Julien Lücke -  MVV
- Denis Mangafic - Heracles
- Mohamed Messoudi -  Willem II
- Martin Pieckenhagen - Heracles
- Dominik Stikel -  BV Veendam
- Nico Vanek -  Fortuna Sittard

## Ecuador
- Edison Méndez - PSV
- José Valencia - FC Eindhoven gehuurd van Willem II

## Engeland
- Callum Little - FC Emmen

## Estland
- Ragnar Klavan - Heracles Almelo
- Andres Oper - Roda JC
- Sander Post - Go Ahead Eagles

## Finland
- Kari Arkivuo - Go Ahead Eagles
- Toni Kolehmainen - AZ
- Joonas Kolkka - NAC
- Niki Mäenpää  - FC Den Bosch
- Niklas Moisander - AZ
- Marco Parnela - Go Ahead Eagles
- Joona Toivio - Telstar, gehuurd van AZ
- Mika Väyrynen - sc Heerenveen

## Frankrijk
- Hugo Bargas - De Graafschap
- Yoann de Boer - FC Den Bosch
- Jérémie Bréchet - PSV
- Kévin Diaz - sc Cambuur
- Édouard Duplan - Sparta
- Daniel Gomez - MVV
- Tommy de Jong - FC Dordrecht
- Loïc Loval - FC Utrecht
- Raji Naoufal - MVV
- Abdoulaye Sekou Sampil - FC Eindhoven
- Karim Soltani - ADO Den Haag
- Hugo Bargas - De Graafschap

## Gambia
- Ebrima Sillah - MVV

## Ghana
- Eric Addo - Roda JC gehuurd van PSV
- Harrison Afful - Feyenoord
- Matthew Amoah - NAC
- Fred Benson - RKC Waalwijk
- Emmanuel Boakye - Heracles Almelo
- Francis Dickoh - FC Utrecht
- Anthony Obodai - RKC Waalwijk
- Kwame Quansah - Heracles Almelo

## Griekenland
- Sawwas Exouzidis - RKC Waalwijk
- Kostas Lamprou - Feyenoord

## Guinee
- Alpha Bah - MVV

## Haïti
- Lesly Fellinga - sc Heerenveen

## Hongarije
- Gábor Babos - N.E.C.
- Boldizsár Bodor - Roda JC
- Balázs Dzsudzsák - PSV
- Csaba Fehér - NAC Breda

## IJsland
- Olafur Karl Finsen - AZ
- Arnar Smárason - sc Heerenveen
- Bjarni Viðarsson - FC Twente

## Irak
- Ciawar Khandan - TOP Oss

## Iran
- Agil Etemadi - sc Heerenveen

## Italië
- Graziano Pellè - AZ

## Ivoorkust
- Sekou Cissé - Feyenoord
- Bonaventure Kalou - sc Heerenveen
- Cheik Tioté - FC Twente

## Japan
- Keisuke Honda - VVV-Venlo

## Kaapverdië
- Cecilio Lopes - FC Volendam
- Guy Ramos - FC Dordrecht

## Kameroen
- Eyong Enoh - Ajax
- Marc Mboua - Cambuur

## Kroatië
- Darko Bodul - Ajax
- Joey Didulica - AZ

## Liberia
- Manu Dagher - FC Dordrecht

## Macedonië
- Denis Mahmudov - AGOVV
- Kenan Mahmudov - AGOVV
- Goran Popov - sc Heerenveen

## Marokko
- Achmed Ahahaoui - Go Ahead Eagles
- Ahmed Ammi - ADO Den Haag
- Saïd Boutahar - Willem II
- Abdelhali Chaiat - De Graafschap
- Karim El Ahmadi - Feyenoord
- Youssef El-Akchaoui - N.E.C.
- Karim Fachtali - TOP Oss (gehuurd van N.E.C.)
- Ibrahim Maaroufi - FC Twente
- Brahim Zaari - FC Den Bosch

## Mexico
- Héctor Moreno - AZ
- Francisco Javier Rodríguez - PSV
- Carlos Salcido - PSV

## Montenegro
- Bogdan Milić - ADO Den Haag

## Nederlandse Antillen
- Angelo Cijntje - BV Veendam
- Raymond Homoet - FC Volendam
- Anton Jongsma - RKC Waalwijk
- Jurrick Juliana - Cambuur
- Leon Kantelberg - VVV-Venlo
- Tyrone Loran - NAC
- Angelo Martha - FC Den Bosch
- Angelo Zimmerman - BV Veendam

## Nieuw-Zeeland
- Ivan Vicelich - RKC Waalwijk

## Nigeria
- Dele Adeleye - Sparta
- Oluwafemi Ajilore - FC Groningen

## Noorwegen
- Tarik Elyounoussi - sc Heerenveen
- Christian Grindheim - sc Heerenveen
- Pa-Modou Kah - Roda JC

## Oostenrijk
- Wolfgang Stockinger - BV Veendam

## Peru
- Reimond Manco - PSV

## Polen
- Andrzej Bednarz - Fortuna Sittard
- Michał Janota - Feyenoord
- Wojciech Luczak - Willem II
- Arek Radomski - N.E.C.
- Maciej Wilusz - Sparta
- Paweł Wojciechowski - sc Heerenveen

## Roemenië
- Mihai Neșu - FC Utrecht

## Servië
- Žarko Grabovac - Fortuna Sittard
- Danko Lazović - PSV
- Goran Lovre - FC Groningen
- Slobodan Rajković - FC Twente (gehuurd van Chelsea FC)
- Aleksandar Ranković - ADO Den Haag
- Saša Stojanović - RBC Roosendaal
- Miralem Sulejmani - Ajax
- Marko Vejinović - AZ

## Sierra Leone
- Ibrahim Kargbo - Willem II
- Gibril Sankoh - FC Groningen

## Slovenië
- Tim Matavž - FC Emmen (gehuurd van FC Groningen)

## Slowakije
- Csaba Horváth - ADO Den Haag
- Zdenko Kaprálik - FC Zwolle
- Andrej Rendla - FC Twente
- Martin Suchý - AGOVV

## Somalië
- Mustafe Ahmed - BV Veendam

## Spanje
- Daniel Fernández - N.E.C.
- Gabri - Ajax
- Oleguer - Ajax
- Enric Valles Prat - NAC

## Suriname
- Adilio Augustin - HFC Haarlem
- Nicandro Breeveld - Telstar
- Rodney Cairo - Haarlem
- Kurt Elshot - NAC
- Cerezo Fung a Wing - De Graafschap

## Tsjechië
- Lukáš Bajer - Heracles
- Filip Chlup - RBC Roosendaal
- Radek Görner - FC Zwolle
- Zdenko Kapralik - FC Zwolle
- Milan Kopic - sc Heerenveen
- Vojtěch Schulmeister - Heracles
- Michal Švec - sc Heerenveen
- Ondřej Švejdík - FC Groningen
- Vít Valenta - FC Volendam

## Turkije
- Akin Bülent - MVV
- Aykut Demir - Excelsior (gehuurd van NAC)
- Ilhan Demirci - Telstar
- Engin Sariusta - TOP Oss
- Hamit Yildiz - FC Volendam

## Uruguay
- Gonzalo García - FC Groningen
- Bruno Silva - Ajax
- Luis Suárez - Ajax

## Verenigde Staten
- Charles Kazlauskas - TOP Oss

## Zuid-Afrika
- Kermit Erasmus - Feyenoord

## Zweden
- Petter Andersson - FC Groningen
- Kennedy Bakırcıoğlu - AFC Ajax
- Viktor Elm - sc Heerenveen
- Andreas Granqvist - FC Groningen
- Patrik Ingelsten - sc Heerenveen
- Andreas Isaksson - PSV
- Rasmus Lindgren - AFC Ajax
- George Mourad - Willem II
- Fredrik Stenman - FC Groningen
- Ola Toivonen - PSV

## Zwitserland
- Milos Malenovic - FC Omniworld
- Blaise Nkufo - FC Twente